# Ándito

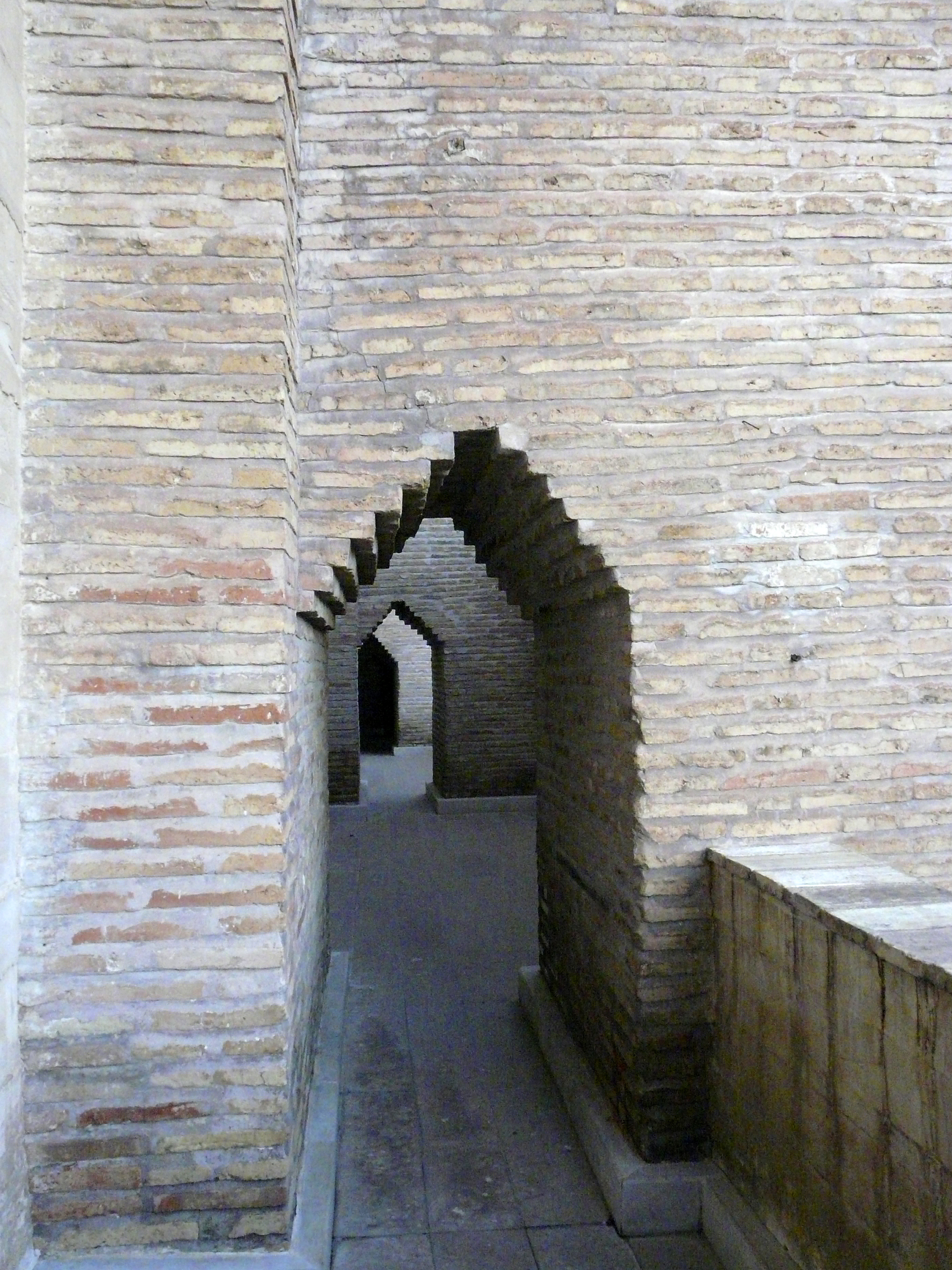
Ándito que rodea exteriormente la Iglesia de San Pedro (Teruel).

Se llama ándito a una serie de aberturas situadas en el interior de una iglesia entre las grandes arcadas y las ventanas de la nave central. Se suele utilizar como sinónimo del triforio. 
Cerrada esta galería por un lado con muros laterales o hastiales, por el otro se comunica con la nave central por medio de las citadas galerías. El ándito comúnmente está abovedado como las naves y con igual longitud y anchura que éstas y por esto se le da el nombre de nave superior aunque también es conocido como galería. 
Empleado desde el siglo XI al XVI presenta variadas formas ya espaciado ya reducido o separado por simples columnitas. 

## En el exterior de un edificio
Un ándito es un corredor o galería que rodea totalmente o sólo en parte el exterior de un edificio, a través de aberturas abiertas cuando son necesarias, lo que le da un carácter principalmente defensivo.
Desde el ándito es fácil vigilar sin ser visto y se puede encontrar en edificios religiosos como en la mudéjar iglesia de San Pedro (Teruel), Aragón, España, como se puede ver en la imagen.